# Cattedrale di San Nicola (Dušanbe)
La cattedrale di San Nicola (in russo: Воскресенский собор) è una cattedrale ortodossa di Dušanbe, in Tagikistan, è sede dell'eparchia di Dušanbe e del Tagikistan, eparchia sottoposta alla giurisdizione del Patriarcato di Mosca.

## Storia
Le fondamenta della cattedrale sono state poste alla fine del 1943, in virtù di un relativo ammorbidimento avvenuto in Unione Sovietica in relazione alla chiesa patriarcale in quell'anno.
Nella primavera del 2005 ha avuto inizio un'opera di ripristino dell'edificio, continuata fino al 2011, anno in cui la chiesa è stata elevata a cattedrale della nuova eparchia di Dušanbe e del Tagikistan.